# Partido Liberal Democrático (Chile, 1875-1886)
El Partido Liberal Democrático (PLD) fue un partido político chileno, que tuvo existencia formal en 1876, creado como soporte a la candidatura presidencial de Benjamín Vicuña Mackenna.
Se caracterizó como un partido de corte progresista para su época, pero de un marcado sello personalista. De baja trascendencia para el sistema de partidos políticos de aquella época, terminó por desaparecer luego de que la candidatura presidencial de Vicuña Mackenna declinó.

## Historia

### Orígenes
El Partido Liberal Democrático data desde 1875, fecha en la cual se agrupó en torno a la figura de Benjamín Vicuña Mackenna. El primer núcleo se organizó en Talcahuano, situación que lo distinguió, tal como lo señaló el mismo Vicuña Mackenna, quien declaró que el partido nació de «la impulsión espontánea de los pueblos de la provincia», y no «como una fuerza imponente (…) de la recelosa y altiva capital».
Pocas semanas después, se sucedieron manifestaciones que indujeron a que el partido se organizase en otras ciudades del país, tal es el caso de Tomé (12 de febrero); de Coronel (14 de febrero); de Chillán (18 de febrero), de Talca (26 de febrero); y de una serie de pueblos como Quirihue, San Carlos, Molina, San Fernando, Rancagua y San Bernardo. El 5 de marzo se constituyó en Santiago.

### Candidatura de Vicuña Mackenna
Una vez constituido el partido, comenzó a ampliarse hacia diversas regiones del país. Al mismo tiempo, prosiguió con el fin de afianzar la candidatura presidencial de Vicuña Mackenna, quien hasta abril de 1875 se desempeñó como intendente de Santiago, logrando en pocos meses desarrollar una gran campaña de apoyo electoral.
Vicuña Mackenna, renunció a su cargo el 20 de abril, para dedicarse por completo a su candidatura presidencial. El 7 de mayo lanzó un manifiesto, a través del cual dio a conocer su programa. Propuso, «entre otras medidas, crear el registro civil, abolir los fueros eclesiásticos y el civil, democratizar el país, restringiendo algunas facultades del ejecutivo, promover la descentralización política y administrativa, colonizar la Araucanía y luchar por el mejoramiento gradual, pero incesante, de las clases desheredadas». Estos hechos generaron gran entusiasmo, «al punto de que se celebraban reuniones, banquetes, giras, desfiles, concentraciones, etc., en las que con gran euforia se reunían elementos populares y en especial de la clase media». Toda esta maquinaria electoral, y el gran entusiasmo popular que generó la candidatura presidencial del exintendente Vicuña Mackenna, «dieron a su campaña una tonalidad y un estilo nunca antes visto en el país».
Pero la agitación que provocó el avance popular de la candidatura de Vicuña Mackenna, no sólo repercutió en las elites políticas o en sectores tradicionales, también alcanzó a sectores femeninos: en La Serena, en las inscripciones electorales a fines de 1875, interpretando a su favor el vacío en la ley de elecciones, algunas mujeres reclamaron el derecho a sufragio. Diez de ellas alcanzaron a inscribirse antes que el gobierno prohibiera la interpretación. Algunos de los múltiples periódicos que surgieron en apoyo a Vicuña Mackenna, hacen eco de esta noticia, aportando nuevos argumentos, que acrecentaron la efervescencia nacional en torno a la expansión del derecho.
Esto sucesos inquietaron a la clase política y a medida que el partido adquirió un carácter más popular, fue mal visto por los elementos de la aristocracia santiaguina, e incluso fue mal visto por el Partido Radical. Los ataques pronto se iniciaron, «y hasta prescindiendo de la extracción social del candidato, el partido atacó abiertamente a la oligarquía, diciendo que el Partido Liberal Democrático estaba para: defender los derechos del pueblo contra las intrigas oligárquicas de unos pocos hombres que en el país querían constituirse en dueños absolutos de sus destinos». Este dicho le valió al partido comenzar a contar con el apoyo de la clase trabajadora, según sostiene Sergio Grez, «fue la adhesión de numerosos obreros y artesanos partidarios de las ideas liberales, a la campaña de Vicuña Mackenna».
Pese al gran apoyo popular que fue obteniendo la candidatura de Benjamín Vicuña Mackenna, no logró obtener «neutralidad presidencial, es decir, la seguridad de que no habría una candidatura oficial». Pero esto no sucedió, y la agitación social aumentó al punto que hubo incidentes callejeros entre los seguidores de Vicuña y otros candidatos liberales, «el más grave se produjo el 8 de septiembre en Valparaíso entre los ‘vicuñistas’ y los adictos de Amunátegui». Este suceso provocó «la ruptura definitiva entre el abanderado liberal democrático y La Moneda, que se inclinó definitivamente por Aníbal Pinto».
Uno de los hechos claves, y que distinguió la candidatura de Vicuña Mackenna, fue el amplio respaldo y movilización que obtuvo de los sectores medios y populares.

El ex intendente de Santiago portaba la aureola de su militancia igualitaria en 1850 y de su participación en las guerras civiles de 1851 y 1859. Su avanzado liberalismo y las cordiales relaciones que mantenía con numerosos trabajadores organizados en mutuales y sociedades de educación popular, le permitieron lograr el apoyo entusiasta de importantes sectores populares, en particular de algunos dirigentes mutualistas de reconocido prestigio e influencia entre sus compañeros
Sergio Grez

Por lo tanto, durante toda su existencia, el Partido Liberal Democrático obtuvo un gran éxito y un amplio respaldo por parte de los trabajadores mutualistas, las sociedades y asociaciones de artesanos del país, en particular las de Santiago y Valparaíso. De hecho, dirigentes de algunas agrupaciones de trabajadores, fueron proclamados candidatos a diputados con el respaldo del Partido Liberal Democrático. Entre ellos figuraron: Fermín Vivaceta, Juan Agustín Cornejo Lorenzo, Justiniano Bartolomé Riobó, Manuel Muñoz y José Ramón Contreras. Este último, presidente y fundador de la Sociedad de Artesanos, fue elegido como diputado por Valparaíso, en la elección parlamentaria de 1876.
Pero el éxito de la campaña de Vicuña Mackenna no se debió sólo a su notable carisma, influyó en esto además, el despliegue a nivel nacional de diferentes medios políticos que lograron cohesión popular en torno al candidato. Esto se cristalizó a través de «la edición de numerosos periódicos de guerrilla política en distintas ciudades y se puso especial énfasis en agitar puntos programáticos para atraer a los trabajadores». Durante esta campaña y en apoyo de esta candidatura, se publicaron en el país, no menos de treinta periódicos, entre ellos: El Aconcagua; La Araucanía Civilizada; La Atalaya; La Campana; El Campeón; El Chicote; La Liberal, El Pueblo.

### La intervención del gobierno y decline de la candidatura
No tardó en llegar la reacción contra todo el bullicio que generó la candidatura de Vicuña Mackenna, y diversos factores fueron frenando el avance de su candidatura. Entre estos factores, se debe dar cuenta de que la candidatura de Aníbal Pinto adquirió el carácter de oficial. Sergio Grez, sostiene que esto «fue producto de la tradicional intervención electoral del Ejecutivo –que- favoreció abiertamente a Pinto y a los candidatos a parlamentarios y regidores del oficialismo reunidos en la Alianza Liberal».
Otra situación que deterioró la candidatura, fue que durante los meses previos a la elección, se inició una ola de cambios de intendentes y gobernadores, dejando fuera de sus cargos a los partidarios de Vicuña Mackenna, al igual que a numerosos empleados públicos. Por otra parte el carácter popular que adquirió esta campaña, predispuso partidos como el Nacional o monttvarista, a quitar el apoyo a la candidatura. Con este panorama, el partido intentó un acercamiento con los conservadores, situación que muchos seguidores de Vicuña Mackenna no toleraron, «no podían aceptar una alianza contra natura con ‘los clericales’». Frente a este rechazo, los conservadores pidieron a Vicuña Mackenna que se pronunciara en relación con los sucesos, y este último optó por expulsar del partido a las voces disidentes, “la medida se verificó en una concurrida reunión vicuñista en el Teatro Lírico de Santiago en la noche del 9 mayo. Los disidentes respondieron el golpe utilizando las armas de la prensa y el meeting. Un impreso firmado por ‘varios jefes de taller’ invitó ‘a los obreros de Santiago’ a:

(…) protestar contra la lista de electores proclamada a nombre del Partido Liberal Democrático, lista compuesta en su mayor parte de conservadores, en cuyas manos el Partido Liberal coloca su suerte, sin haber recibido garantía alguna que desvanezca nuestros legítimos temores y (…) contra el abandono en que se deja a la clase obrera y el desdén que se demuestra por ella, a quien en esa lista no se ha acordado representación (…)

La protesta se realizó el 11 de junio en el Teatro de Variedades de Santiago, «los participantes declararon a Vicuña Mackenna ‘tránsfuga de la democracia’ y acordaron separarse de él ‘por la conducta que hoy observa y el abandono en que ha dejado sus antiguos principios’. Este acto marcó el quiebre definitivo de la base popular del candidato». Desde ahora Vicuña Mackenna quedó sin una importante mayoría social de respaldo, la base popular constituida por obreros y trabajadores, lo que finalmente condujo que a que «el 20 de junio el Partido Liberal Democrático, adoptó por estrecha mayoría la decisión de abandonar la lucha electoral. Acto seguido, Vicuña Mackenna renunció públicamente a presentarse a los comicios electorales presidenciales y preconizó la abstención». Al realizarse las elecciones presidenciales, Aníbal Pinto fue elegido presidente sin problemas y el Partido Liberal Democrático trató de subsistir, «pero fallecido Benjamín Vicuña Mackenna en 1886, el partido se extinguió».